# Assemblée nationale (Slovénie)
Pour les autres articles nationaux ou selon les autres juridictions, voir Assemblée nationale.
9e législature (en)
Bâtiment de l'Assemblée nationale
L'Assemblée nationale (en slovène : Državni Zbor) est l'institution représentative de la nation en Slovénie. Elle est considérée comme la chambre basse du Parlement slovène, la chambre haute étant le Conseil national dans le cadre d'un bicamérisme « imparfait » où l'assemblée détient un poids législatif plus important.
Elle est composée de 90 députés élus pour une législature de quatre ans. Elle vote les lois, le budget, élit le président du gouvernement et contrôle l'action de l'exécutif.

## Élection

### Système électoral
L'Assemblée nationale est composée de 90 membres élus pour quatre ans dont 88 au scrutin proportionnel plurinominal de liste avec vote préférentiel et seuil électoral de 4 % dans huit circonscriptions de 11 sièges répartis après décompte des voix sur la base du quotient électoral simple puis au niveau national selon la méthode D'Hondt. Les deux autres sièges sont réservés aux minorités italiennes et hongroises à raison d'un député chacune, élus en un seul tour à l'aide d'un système de vote pondéré : la méthode Borda.
Les électeurs concernés classent les candidats sur le bulletin de vote en leur attribuant des chiffres en partant de 1 pour leur candidat favori. Le candidat classé en premier reçoit autant de voix que de candidats dans la liste, celui classé deuxième une de moins, et ainsi de suite. Le candidat ayant recueilli le plus de voix est déclaré élu. Les slovènes votant pour les représentants des minorités peuvent aussi participer à l'élection des 88 autres sièges.
La loi électorale slovène impose que les candidats figurant sur les listes des partis totalisent un minimum de 35 % de l'un et l'autre sexe. Jusqu'aux élections de 2008, ce quota était de 25 %. Les listes ne comportant que trois noms doivent ainsi compter au moins un homme et une femme.

### Dissolution
Les conditions de la dissolution de l'Assemblée nationale slovène ressemblent à celle du Bundestag allemand.
En effet, le président de la République ne peut prononcer la dissolution que si les députés échouent à élire un nouveau président du gouvernement, où, après avoir refusé d'accorder leur confiance au gouvernement, ne la lui renouvellent finalement pas ou échouent à élire un nouveau président du gouvernement.
Les nouvelles élections doivent alors se tenir dans les deux mois suivant la décision de dissolution. Depuis 1992, deux dissolutions ont été prononcées, en 2011, après l'échec d'un vote de confiance, puis en 2014.

## Fonctions

### Procédure législative
En Slovénie, la procédure d'adoption d'une loi, qui peut être proposée par le gouvernement, un député, cinq mille électeurs au moins ou le Conseil national, se fait au moyen de trois lectures distinctes.

#### Première lecture
Elle consiste en un débat général concernant la proposition de loi ainsi qu'en une série d'explications sur les raisons qui nécessitent son adoption, et sur les principes, objectifs et solutions qu'elle propose. À l'issue du débat, l'Assemblée peut décider de laisser la procédure d'examen se poursuivre, ou au contraire que la proposition de loi n'est pas appropriée et ainsi clore la procédure législative.

#### Deuxième lecture
La deuxième lecture se fait en deux temps, d'abord en commission puis, sur le rapport de celle-ci, en séance plénière. C'est au cours de cette période que les amendements peuvent être déposés, avec deux restrictions : lorsque l'auteur du texte est le gouvernement, celui-ci ne peut proposer aucun amendement, et l'auteur du texte ne peut proposer que des amendements aux amendements déjà déposés.

##### En commission
La commission saisie au fonds débat et vote sur l'ensemble des amendements, qui peuvent être déposés par les députés ou la commission elle-même. Une fois l'examen du texte achevé, la commission rédige une proposition de loi modifiée par les amendements éventuellement adoptés. Il est à noter que la commission peut décider que le texte n'est pas approprié pour poursuivre son examen, auquel cas la séance plénière décidera du bien-fondé de cette décision. Si tel est le cas, la procédure est close. Dans le cas contraire, l'examen du texte se poursuit.

##### En séance plénière
Une fois la proposition de loi modifiée rédigée, elle est transmise aux députés réunis en séance plénière. Ils débattent alors article par article sur les amendements éventuellement déposés par un groupe parlementaire ou au moins dix députés. Si, à la fin du débat, l'Assemblée constate qu'elle a amendé plus d'un dixième des articles de la proposition de loi modifiée, elle peut décider de la passer en troisième lecture. Si aucun amendement n'a été adopté, les députés peuvent adopter le texte directement.

#### Troisième lecture
Au cours de cette dernière phase, l'Assemblée débat, en séance plénière, du texte dans son intégralité, puis l'adopte. La troisième lecture se tient généralement au cours de la première séance plénière qui suit la fin de la deuxième lecture. Les députés peuvent toutefois débattre des articles pour lesquels des amendements ont été déposés, soit par l'auteur du texte, par le gouvernement, s'il n'est pas l'auteur, ou par un groupe parlementaire.
Si le service juridique ou le gouvernement constatent que l'adoption d'un amendement entrerait en contradiction avec d'autres dispositions de la proposition de loi ou avec une autre loi, l'Assemblée doit adopter un amendement d'harmonisation. Si elle ne le fait pas, la procédure législative est close. Une fois que les amendements ont été débattus, et éventuellement adoptés, les députés votent la loi, qui est adoptée à la majorité des suffrages exprimés, sauf majorité particulière requise.

### Activités de contrôle

#### Contrôle du gouvernement
Les ministres, indépendamment, et le gouvernement, collectivement, sont responsables de leur activité devant l'Assemblée nationale.
À ce titre, ils lui rendent compte de leurs activités, et sont tenus de répondre à ses questions, écrites ou orales. Une fois par mois, un après-midi est réservé à la discussion des questions parlementaires aux ministres, au gouvernement en général, voire au secrétaire général du gouvernement, sachant qu'à la demande du député auteur de la question, un débat peut être organisé à l'issue de la réponse qui lui a été fournie. Un député qui ne serait pas satisfait de la réponse peut demander un « supplément de réponse » que son interlocuteur est tenu de fournir.
En outre, l'Assemblée élit le président du gouvernement, peut être appelé à voter une motion de confiance ou adopter une motion de censure.

#### Contrôle budgétaire
Les députés votent le projet de loi de budget de l'État selon une procédure spécifique. En matière d'exécution, l'Assemblée vote les comptes annuels du budget, et contrôle les comptes des entreprises, institutions publiques et autres organes d'État. Elle reçoit également tous les ans le rapport de la Cour des comptes, dont elle élit les membres.

## Organisation

### Bureau
Le bureau de l'Assemblée se compose du président et de trois vice-présidents au plus, dont un au moins représente le plus important groupe de l'opposition parlementaire. Les vice-présidents assistent le président et peuvent même le suppléer si celui-ci est absent ou engagé ailleurs.

#### Président
Le président de l'Assemblée nationale (Predsednik Državnega zbora) est le deuxième personnage de l'État, dans la mesure où il exerce l'intérim de la présidence de la république en cas de vacance. Il est élu lors de la séance constitutive, c'est-à-dire la première qui suit les élections générales, à la majorité absolue des députés, soit 46 voix au moins, parmi tous député ayant reçu le parrainage d'au moins dix de ses collègues ou le soutien de la commission des Élections. S'il y a plusieurs candidats et qu'aucun n'obtient la majorité absolue, plusieurs tours sont nécessaires, étant élu celui qui recueille la majorité des suffrages exprimés.
Les fonctions du président sont de représenter l'Assemblée, d'en convoquer et présider les séances, de signer les lois et autres actes adoptés par elle, d'assurer les relations avec le Conseil national, le président de la république, le gouvernement et autres autorités de l'État, avec les organes représentatifs étrangers et les organisations internationales. Il est en outre responsable de la mise en œuvre du règlement intérieur, de régler les conflits de compétences entre commissions parlementaires et de décider quant aux voyages officiels des députés à l'étranger.

### Présidents depuis 1990
- La première Assemblée nationale a été élue en 1992, mais cette liste inclut le dernier président de l'Assemblée slovène au sein de la Yougoslavie.

| Nom | Nom                     | Mandat            | Mandat            | Parti | Législature(s) |
| --- | ----------------------- | ----------------- | ----------------- | ----- | -------------- |
|     | France Bučar (cs)       | 9 mai 1990        | 23 décembre 1992  | SDZ   | N/A            |
|     | Herman Rigelnik (sl)    | 23 décembre 1992  | 14 septembre 1994 | LDS   | 1re            |
|     | Jožef Školč (en)        | 16 septembre 1994 | 28 novembre 1996  | LDS   | 1re            |
|     | Janez Podobnik (en)     | 3 décembre 1996   | 27 octobre 2000   | SLS   | 2e             |
|     | Borut Pahor             | 10 novembre 2000  | 9 juillet 2004    | ZLSD  | 3e             |
|     | Franc Horvat (cs)       | 12 juillet 2004   | 22 octobre 2004   | ZLSD  | 3e             |
|     | France Cukjati (en)     | 22 octobre 2004   | 15 octobre 2008   | SDS   | 4e             |
|     | Pavel Gantar (en)       | 15 octobre 2008   | 2 septembre 2011  | Zares | 5e             |
|     | Ljubo Germic            | 2 septembre 2011  | 21 décembre 2011  | LDS   | 5e             |
|     | Gregor Virant           | 21 décembre 2011  | 28 janvier 2013   | DL    | 6e             |
|     | Jakob Presečnik         | 28 janvier 2013   | 27 février 2013   | SLS   | 6e             |
|     | Janko Veber             | 27 février 2013   | 1er août 2014     | SD    | 6e             |
|     | Milan Brglez            | 1er août 2014     | 22 juin 2018      | SMC   | 7e             |
|     | Matej Tonin             | 22 juin 2018      | 23 août 2018      | NSi   | 7e             |
|     | Dejan Židan             | 23 août 2018      | 5 mars 2020       | SD    | 8e             |
|     | Igor Zorčič             | 5 mars 2020       | 13 mai 2022       | SMC   | 8e             |
|     | Urška Klakočar Zupančič | 13 mai 2022       | en cours          | GS    | 9e             |

### Sessions
L'Assemblée nationale, sur convocation de son président, travaille en sessions ordinaire et extraordinaires. Elle se réunit généralement une semaine par mois, du lundi au vendredi, et ses séances sont retransmises en direct à la télévision. Elles sont également retranscrites de manière écrite. Quant aux sessions extraordinaires, elles sont de droit à la demande d'un quart des députés ou du président de la République.

### Commissions
Le travail de l'Assemblée se déroule aussi bien en commission qu'en séance plénière. Le plus gros de la deuxième lecture se fait d'ailleurs au sein des commissions parlementaires, dont la liste est la suivante : 
- Commission de l'Agriculture, des Forêts et de l'Alimentation ;
- Commission de la Culture ;
- Commission de la Défense ;
- Commission de l'Éducation, de la Science, des Sports et de la Jeunesse ;
- Commission des Affaires de l'Union européenne ;
- Commission des Finances et de la Politique monétaire ;
- Commission de la Politique étrangère ;
- Commission de la Santé ;
- Commission des Infrastructures, de l'Environnement et de l'Aménagement du territoire ;
- Commission de la Justice ;
- Commission du Travail, de la Famille, des Affaires sociales et du Handicap ;
- Commission de l'Économie ;
- Commission de l'Intérieur, de l'Administration publique et des Collectivités territoriales ;
- Commission des Affaires constitutionnelles.

## Composition
- En gras sont indiqués les partis de la majorité parlementaire.

| Groupe | Groupe                           | Députés | Président            |
| ------ | -------------------------------- | ------- | -------------------- |
|        | Mouvement pour la liberté (GS)   | 41      | Borut Sajovic        |
|        | Parti démocratique slovène (SDS) | 27      | Jelka Godec          |
|        | Nouvelle Slovénie (NSi)          | 8       | Janez Cigler Kralj   |
|        | Sociaux-démocrates (SD)          | 7       | Jani Prednik         |
|        | La Gauche (Levica)               | 5       | Matej Tašner Vatovec |
|        | Minorités                        | 2       | Felice Žiža          |